# Джирок
Джирок (рум. Giroc) — село у повіті Тіміш в Румунії. Входить до складу комуни Джирок.
Село розташоване на відстані 406 км на захід від Бухареста, 6 км на південь від Тімішоари.

## Населення
За даними перепису населення 2002 року у селі проживала 2291 особа.
Національний склад населення села:
| Національність | Кількість осіб | Відсоток |
| -------------- | -------------- | -------- |
| румуни         | 2202           | 96,1%    |
| угорці         | 41             | 1,8%     |
| цигани         | 23             | 1,0%     |
| німці          | 10             | 0,4%     |
| українці       | 5              | 0,2%     |

Рідною мовою назвали:
| Мова      | Кількість осіб | Відсоток |
| --------- | -------------- | -------- |
| румунська | 2224           | 97,1%    |
| угорська  | 39             | 1,7%     |
| циганська | 9              | 0,4%     |
| німецька  | 7              | 0,3%     |